# 橘清治郎
橘 清治郎（たちばな せいじろう、1850年6月29日（嘉永3年9月25日）- 1928年（昭和3年）5月30日）は、明治から大正期の実業家、政治家。貴族院多額納税者議員。旧姓・吉田。

## 経歴
越中国礪波郡中田町（富山県東礪波郡中田町を経て現高岡市）で吉田要蔵の二男として生まれる。射水郡、のちの守山村（現:高岡市）の米穀商・砂紋四郎家に住み込みで奉公し、同村の農業・安右衛門の養子となり、文久2年3月（1862年3-4月）家督を相続。1872年（明治5年）橘姓で戸籍の届け出を行った。
米の仲買人として成功して一代で財産を築いた。越中物産取締役、北越人造肥料取締役、高岡銀行取締役、高田共立銀行監査役なども務めた。
1889年（明治22年）守山村会議員に選出され長らく在任し、同村学務委員なども務めた。1914年（大正3年）補欠選挙で立憲政友会系として貴族院多額納税者議員に選出され、同年11月20日から1918年（大正7年）9月28日まで在任した。
隠居して、晩年は高岡市宮脇町の分家した二女てる宅で過ごした。

## 親族
- 二男 橘林太郎（実業家・富山県会議長）[1][3]
- 孫 橘直治（衆議院議員・参議院議員）
- 玄孫 橘慶一郎（高岡市長・衆議院議員）